# Metal Blade Records
Metal Blade Records ist ein US-amerikanisches Musiklabel mit Sitz in Los Angeles, Kalifornien.
Das Label hat vorrangig Metal-Bands unter Vertrag und betreibt auch einen eigenen Versandhandel. Es wurde 1981 von Brian Slagel gegründet, der eigentlich nur eine Kompilation mehrerer Bands veröffentlichen wollte, aufgrund des Erfolges jedoch weitermachte. Der Sitz von Metal Blade Records Europe ist in Göppingen, der von Metal Blade Records Japan in Tokio.

## Geschichte
Die erste LP von Metal Blade erschien 1982 und war eine Kompilation namens Metal Massacre, auf der auch Metallica zum ersten Mal in Erscheinung traten. Der Erfolg von Metal Massacre veranlasste das Label, weitere Sampler mit diesem Titel zu veröffentlichen. Bis heute sind 13 Folgen erschienen. Einige Bands, die durch diese Reihe bekannt geworden sind, sind Slayer, Voivod, Fates Warning und Metal Church. Die erste deutsche Band, die beim Label unterschrieb, war 1997 Sacred Steel.

## Aktuelle Bands (Auswahl)
- A-Z
- Allegaeon
- Amon Amarth
- Angel Witch
- Anterior
- Antropomorphia
- Armored Saint
- As I Lay Dying
- Autumn
- Bitter End
- The Black Dahlia Murder
- Bolt Thrower
- Born from Pain
- Behemoth
- Bitch
- Byzantine
- Cannibal Corpse
- The Crown
- Desaster
- Decoryah
- Ensiferum
- Exumer
- Falconer
- God Dethroned
- Hamferð
- Intronaut
- Iotunn
- Istapp
- Job for a Cowboy
- Lay Down Rotten
- Killswitch Engage
- King Diamond
- Mercyful Fate
- Neaera
- Primordial
- Raven Black Night
- Rivers of Nihil
- Sacred Reich
- Sacred Steel
- Satan’s Wrath
- Six Feet Under
- Symphorce
- Tourniquet
- Týr
- Unearth
- Vader
- Visigoth
- Vomitory
- Whitechapel
- Wolfbrigade

## Ehemalige Bands (Auswahl)
- King of Asgard
- Powerwolf
- Slayer
- X-Cops